# John Madden Football (videogioco 1988)
John Madden Football è un videogioco sportivo di football americano sviluppato e pubblicato dall'Electronic Arts nel 1988 per i computer Apple II, Commodore 64 e MS-DOS. È il primo gioco della serie Madden NFL.